# صومعه ماماس مقدس
صومعه ماماس مقدس (ارمنی: Սուրբ Մամաս վանք؛ انگلیسی: Mamas Vank) یک صومعه متعلق به کلیسای حواری ارمنی واقع در شهر سالی، استان وایوتس‌جور ارمنستان می‌باشد. ساخت و ساز این ساختمان در سده ۱۳ام میلادی؛ به پایان رسید. این بنا به سبک معماری ارمنی طراحی شده است.

## نگارخانه

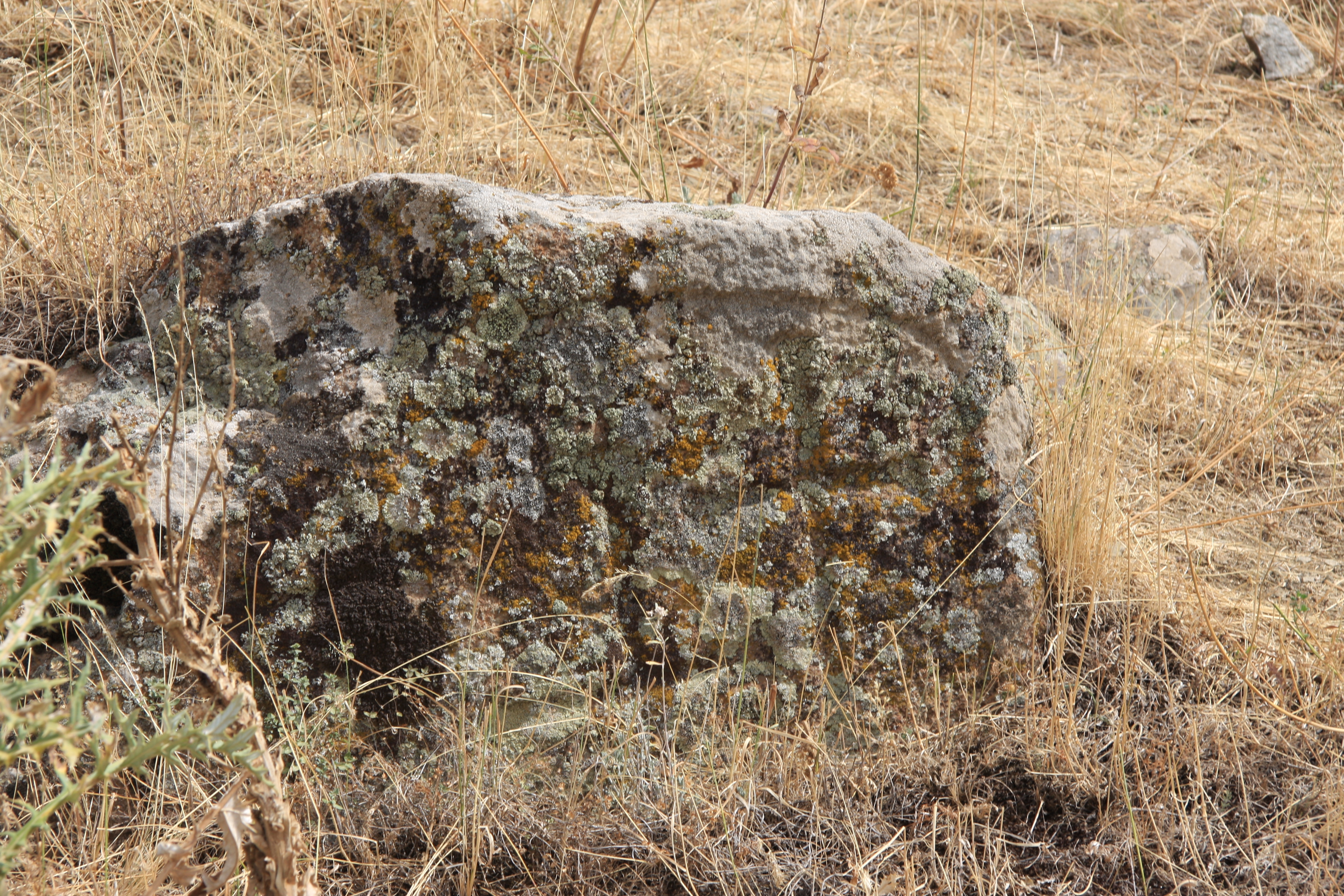
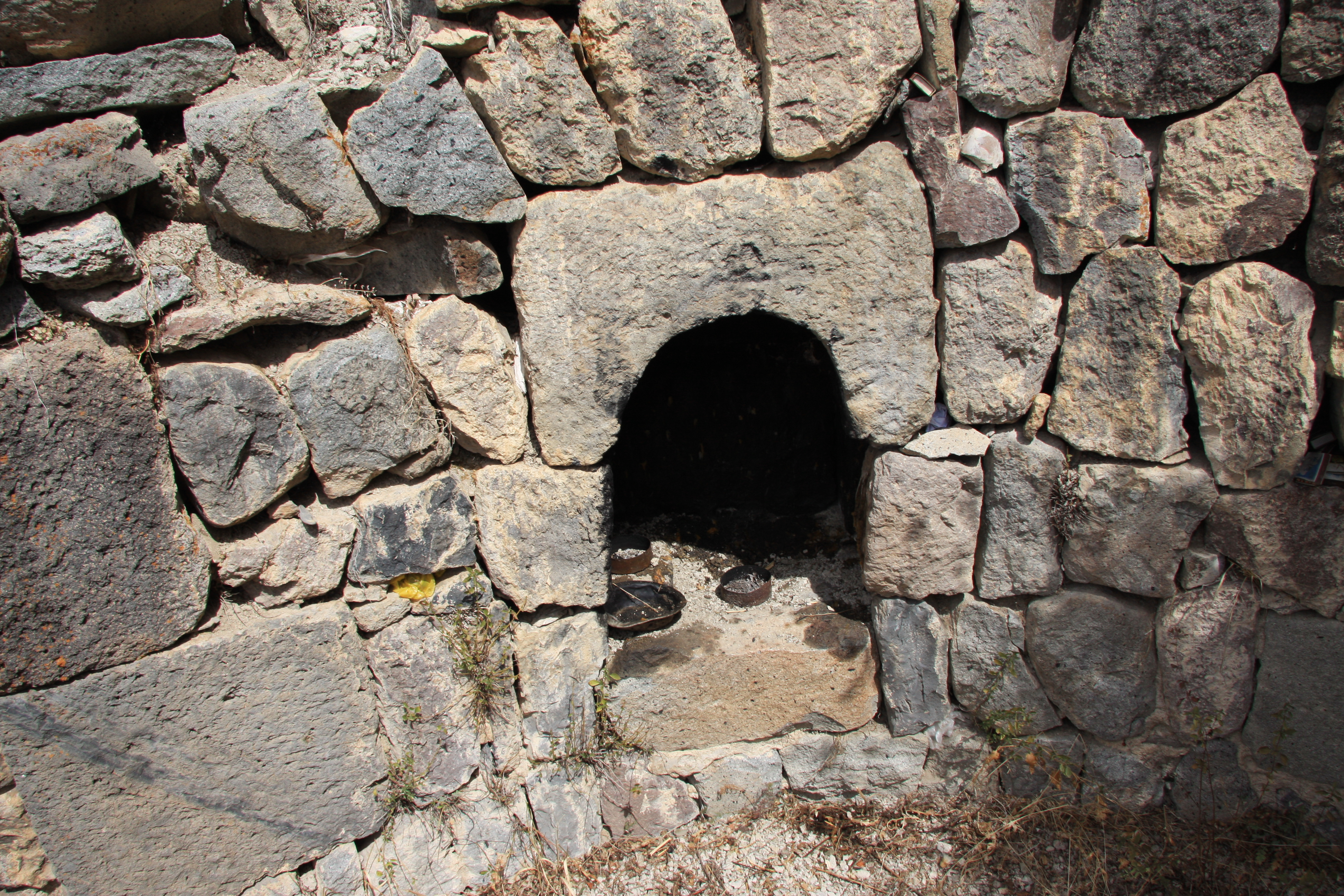
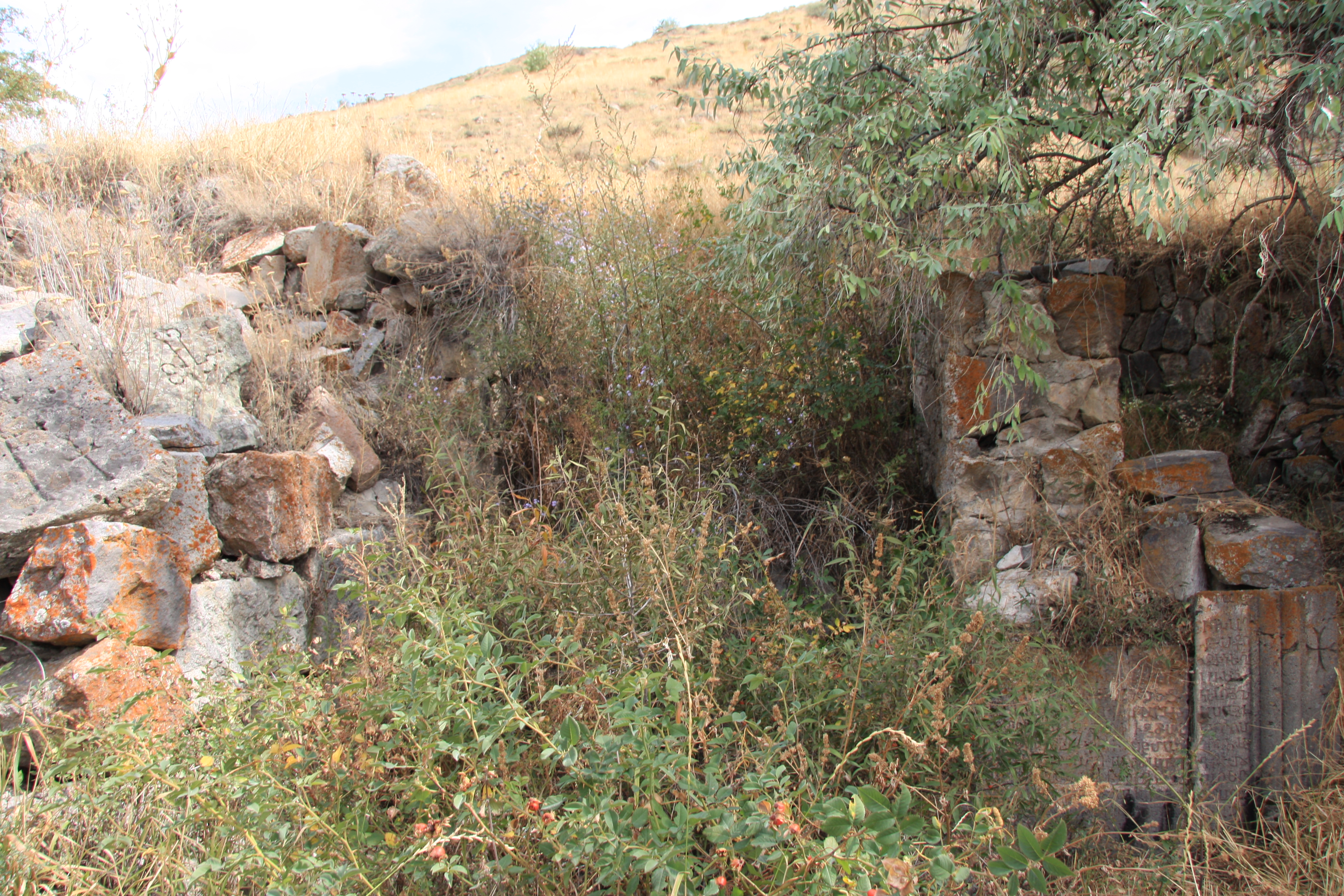
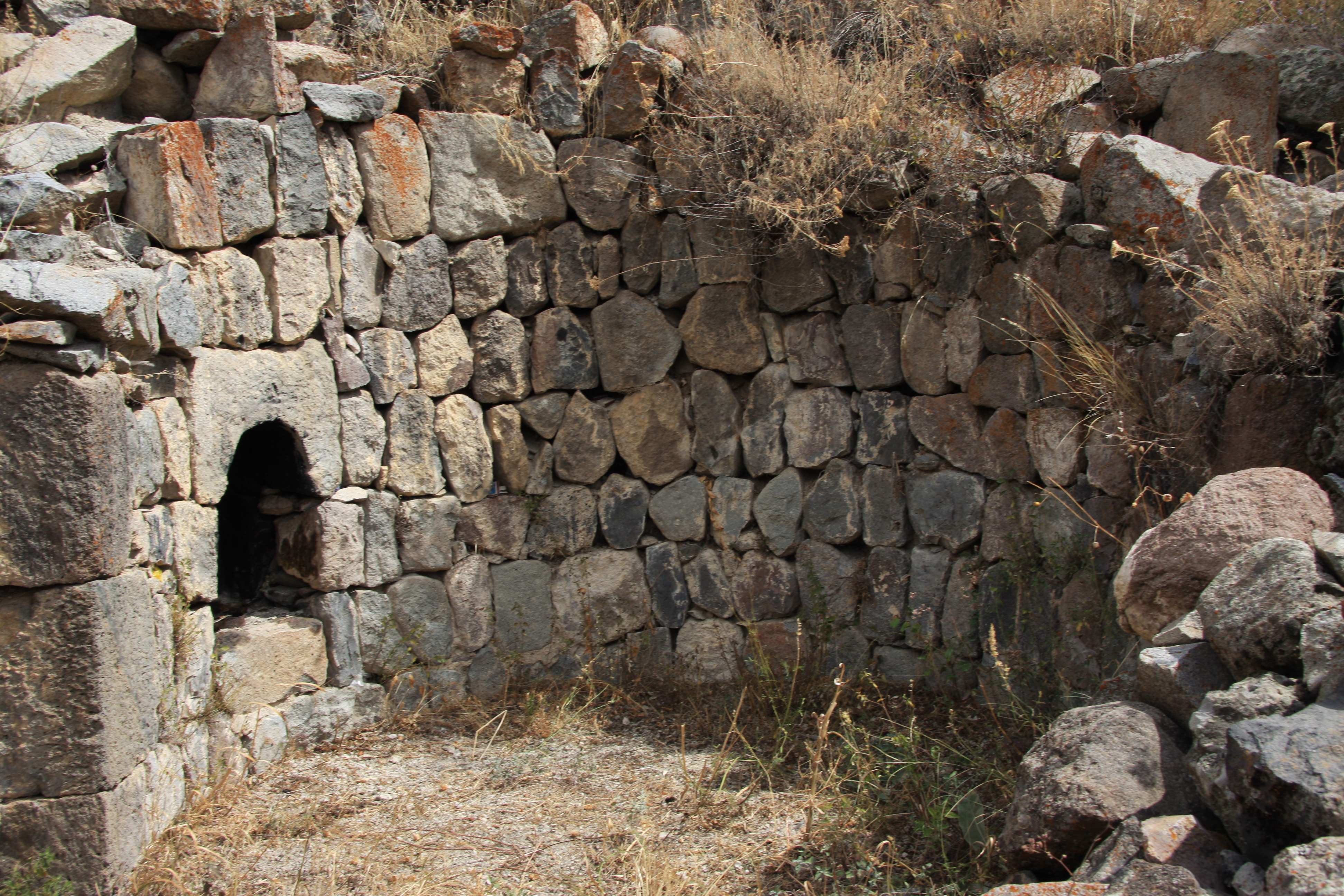